# 434

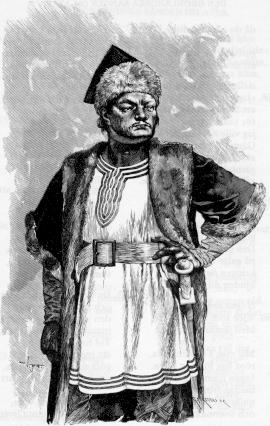
Attila de Hun (r. 434-453)

Het jaar 434 is het 34e jaar in de 5e eeuw volgens de christelijke jaartelling.

## Gebeurtenissen

### Balkan
- Attila, koning van de Hunnen, volgt zijn oom Rua op als khan (= ‘leider’) en vestigt zijn hoofdkwartier in Pannonië op de Hongaarse Laagvlakte. Hij regeert samen met zijn broer Bleda over de Hunse stammen en voert een rooftocht langs de Donau.

### China
- Vanuit Ceylon wordt de "erbu sengjie" ingevoerd, een dubbele procedure voor de inwijding van boeddhistische nonnen zoals deze in de Vinaya geschriften voorgeschreven wordt.[1]
- Tao Sheng, boeddhistisch monnik en schrijver, overlijdt. Hij is een invloedrijk persoon in de ontwikkeling van het Mahayana en Zen-boeddhisme, en legt sterk de nadruk op het positieve belang van het nirwana (hoogste staat van heiligheid).

## Religie
- Prosper Tyron beschrijft in zijn boekwerk "Contra Collatorem" dat Ierland in opdracht van paus Celestinus I tot het christendom is bekeerd.
- Patricius verklaart in Ierland de Heilige Drie-eenheid door middel van een klavertje drie en maakt het een nationaal gelukssymbool.

## Overleden
- Rua, koning (khan) van de Hunnen
- Tao Sheng (74), boeddhistisch monnik en schrijver